# Shea Groom
Shea Ellese Groom (Liberty, Misuri, Estados Unidos; 4 de marzo de 1993) es una futbolista estadounidense que juega como delantera para el Houston Dash de la National Women's Soccer League (NWSL) de Estados Unidos.

## Biografía
Groom creció en Liberty, Misuri junto a sus padres Kelly y Lesa Groom. En el colegio Liberty High, formó parte del equipo de fútbol que ganó el campeonato estatal en 2010, siendo nombrada Jugadora del Año de Misuri. Fue nombrada Jugadora del Año Gatorade dos veces, en 2010 y 2011; incluida en el NSCAA High School Girls All-American y nombrada Jugadora del Año NSCAA State en 2010. En 2010, ESPN la incluyó en el equipo estrella de la temporada a nivel colegial.

## Estadísticas

### Clubes
| Club           | País           | Año             |
| -------------- | -------------- | --------------- |
| FC Kansas City | Estados Unidos | 2015 - 2017     |
| Sky Blue FC    | Estados Unidos | 2018            |
| Reign FC       | Estados Unidos | 2019            |
| Houston Dash   | Estados Unidos | 2020 - presente |

## Palmarés

### Títulos nacionales
| Título                  | Club           | País           | Año  |
| ----------------------- | -------------- | -------------- | ---- |
| NWSL                    | FC Kansas City | Estados Unidos | 2015 |
| NWSL Challenge Cup 2020 | Houston Dash   | Estados Unidos | 2020 |

### Distinciones individuales
| Distinción         | Evento                         | Año  |
| ------------------ | ------------------------------ | ---- |
| Segundo Mejor Once | National Women's Soccer League | 2016 |
| Mejor Once         | NWSL Challenge Cup 2020        | 2020 |

## Vida personal
Su hermana mayor, Kami, es una jugadora profesional de ultimate que ha representado a los Estados Unidos en varias oportunidades.